# Nepřívazský potok
Nepřívazský potok pramení severozápadně od Jílového vrchu a severozápadně od zaniklé německé vesnice Nepřívaz v Oderských vrších (subprovincie pohoří Nízký Jeseník) ve vojenském újezdu Libavá v okrese Olomouc v Olomouckém kraji. Horní a střední část toku, které si zachovaly svůj přirozený "divoký" charakter, se nacházejí v neobydlené oblasti ve vojenském prostoru a tak jsou bez povolení nepřístupné. Dolní část toku je stavebními úpravami regulovaná.
Pramen se nachází v malém mokřadu, odkud horský potok teče přibližně jihozápadním směrem do příkrého údolí pod Jílovým vrchem, kde jsou místy vidět výchozy břidlicových skal. Dále v údolí se pak potok stáčí v jihovýchodu kde vytváří Nepřívazský vodopád s výškou 3 m. Za vodopádem se potok začíná stáčet k jihozápadu a k západu a občasně jsou zde vidět ruiny zaniklých vojenských domů. Následně potok opouští vojenský újezd Libavá, pokračuje přírodním parkem Údolí Bystřice (chráněná oblast), protéká Hlubočkami a vtéká zleva do řeky Bystřice (přítok Moravy, povodí Dunaje, úmoří Černého moře).
Okolí soutoku s řekou bystřicí je součástí Přírodního parku Údolí Bystřice.

## Další informace
Obvykle jedenkrát ročně může Nepřívazský potok a jeho okolí přístupné veřejnosti v rámci cyklo-turistické akce Bílý kámen.

## Galerie

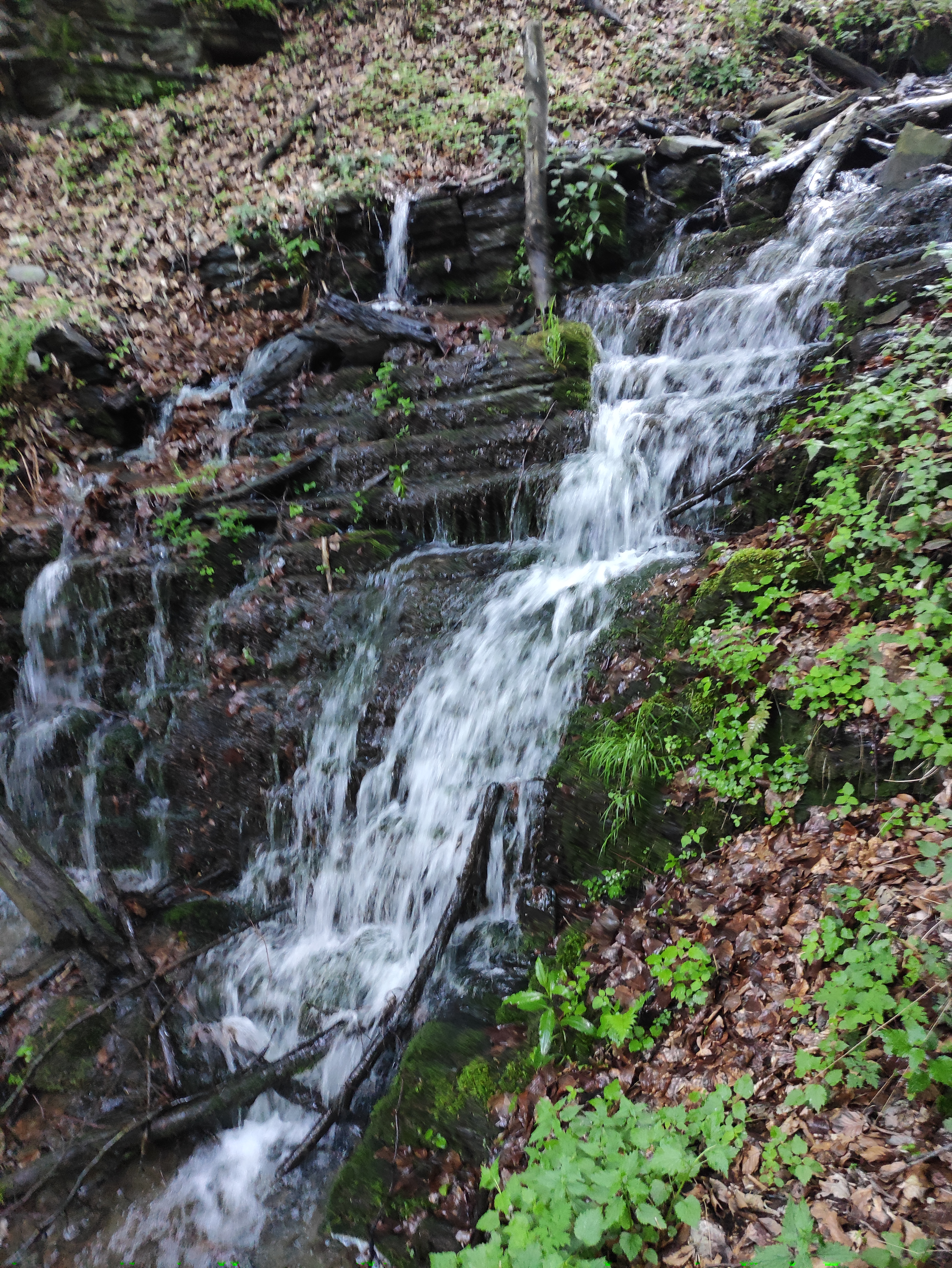
Nepřívazský vodopád
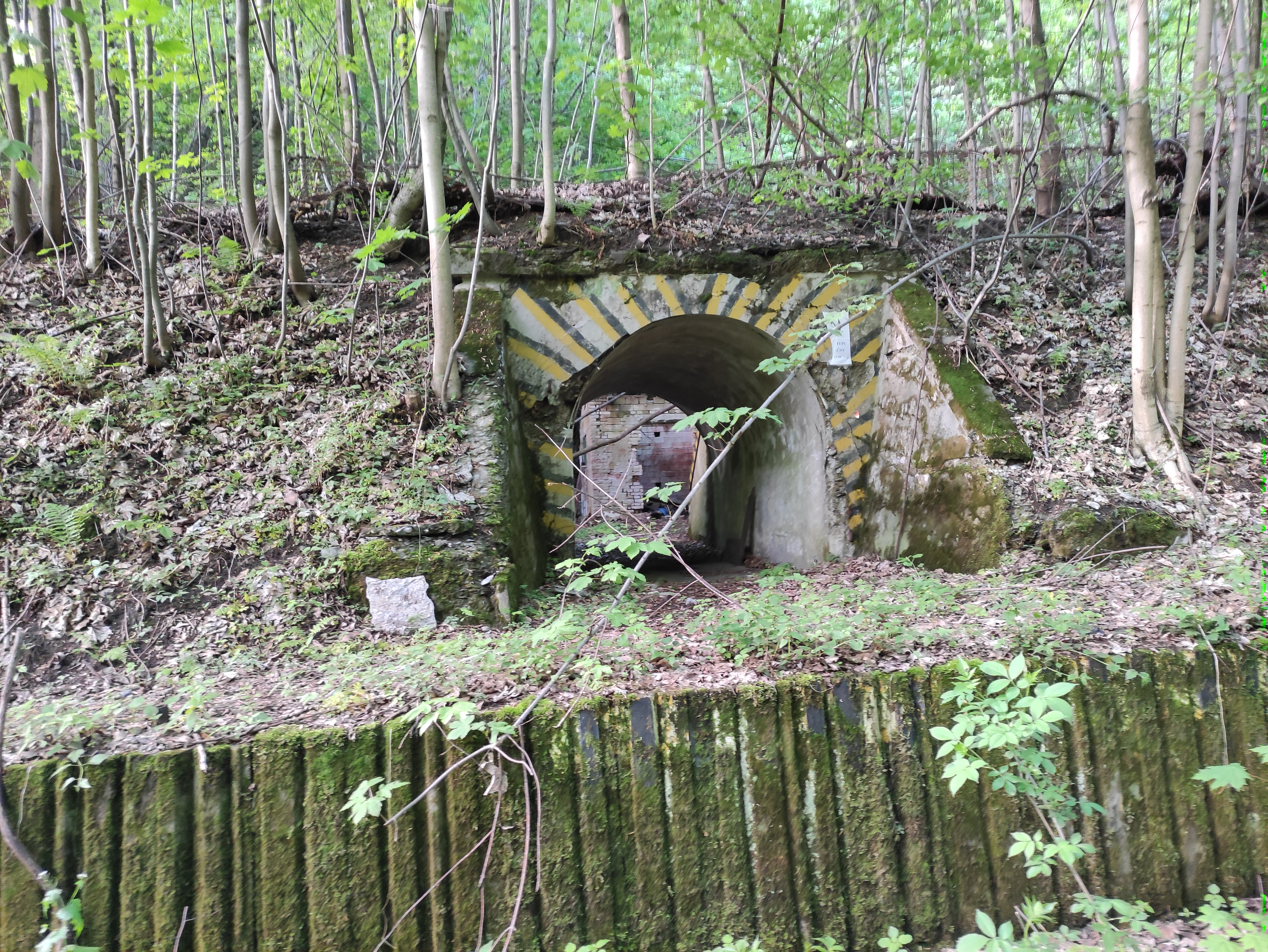
Zaniklé vojenské obydlí u Nepřívazského potoka
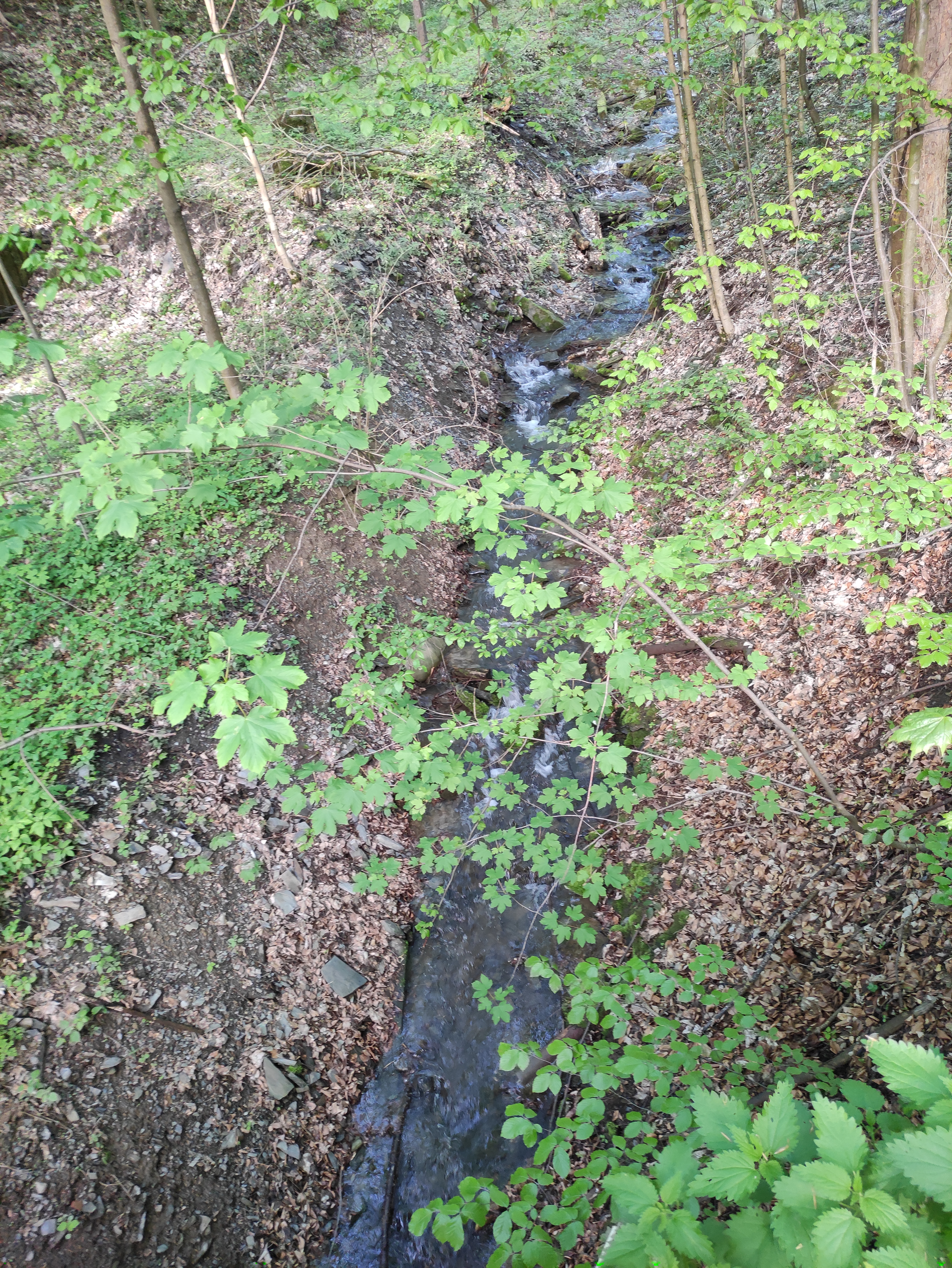
Nepřívazský potok